# Río Rico
Río Rico é uma vila localizada ao longo do Rio Grande, no estado mexicano de Tamaulipas . Ele inclui uma parte do Horcón Tract, uma área estreita 461 acres (1.87 km2)   pedaço de terra (incluindo o antigo leito do rio) que fez parte dos Estados Unidos até 1977.
O Horcón Tract estava originalmente ao norte do rio sinuoso - e, portanto, parte do estado americano do Texas - até que um desvio não autorizado do rio para o norte o isolou do resto do estado em 1906. Río Rico foi fundado anos depois, em 1929, e desenvolvido como um assentamento mexicano de fato .
Em 1967, um professor de geografia americano descobriu o que havia acontecido e determinou que partes do Rio Rico estavam legalmente em território americano, tornando aqueles que ali nasceram cidadãos americanos por direito de primogenitura . A fronteira internacional foi movida sob os termos do Tratado de Fronteiras de 1970, colocando a área e a vila no México, a partir de 1977.

## História
Em 1845, o Rio Grande foi estabelecido como a fronteira entre o México e o estado americano do Texas. O rio tem muitos meandros, que resultam em "dedos" de terra quase cercados pelo território do outro país, como o Horcón Tract, uma 413 acres (1.67 km2)   dedo que era cercado pelo rio (e pelo México), exceto por uma conexão estreita em sua extremidade nordeste. (O zigue-zague do rio formou um trato recíproco no México, conectado em sua extremidade sudoeste. )
Em julho de 1906, a American Rio Grande Land and Irrigation Company, como medida para regular o fluxo de água do rio para fins de irrigação, cavou um corte para encurtar o curso do rio, contornando o trecho. O desvio não foi autorizado e a empresa acabou sendo levada a tribunal e multada em $ 10.000 (cerca de $ 300,000 em dólares atuais), mas o desvio do rio foi permitido se a empresa colocasse marcadores de limite. A terra foi acordada para permanecer território americano, de acordo com um tratado de fronteira de 1884, sob o princípio do direito internacional de que apenas mudanças naturais no curso de um rio afetam as fronteiras.
No entanto, o antigo leito do rio secou em vez de formar um lago marginal, e a empresa nunca colocou marcadores de fronteira, deixando o trecho quase indistinguível do território mexicano adjacente. Devido à proibição do álcool nos Estados Unidos, uma espécie de destino turístico cresceu lá durante as décadas de 1920 e 1930, com bebidas e jogos de azar à vontade. Em 1929, a vila mexicana de Río Rico foi fundada perto da área e, à medida que o Rio Grande mudava de curso após as enchentes, o assentamento progressivamente se mudou para ele. Os residentes, sendo a maioria de ascendência mexicana, aceitaram a autoridade do governo mexicano, e todas as partes geralmente agiam como se o terreno fosse território mexicano.
A discrepância foi trazida à luz décadas depois. O Tratado de Limites de 1970 previa que o Horcón Tract se tornasse parte do México após a conclusão de dois novos projetos de controle de enchentes. Em 1972, os Estados Unidos cederam oficialmente o terreno ao México, que foi formalmente anexado pelo estado de Tamaulipas . A entrega formal ocorreu em 1977. Depois que um ex-residente entrou com uma ação para impedir que o Serviço de Imigração e Naturalização dos Estados Unidos o deportasse, o Conselho de Apelações de Imigração decidiu que todas as pessoas nascidas no Rio Rico entre 1906 e 1972 poderiam reivindicar a cidadania americana por primogenitura . Como resultado, uma grande parte da população da vila mudou-se para os Estados Unidos.